# Paul Ziemiak

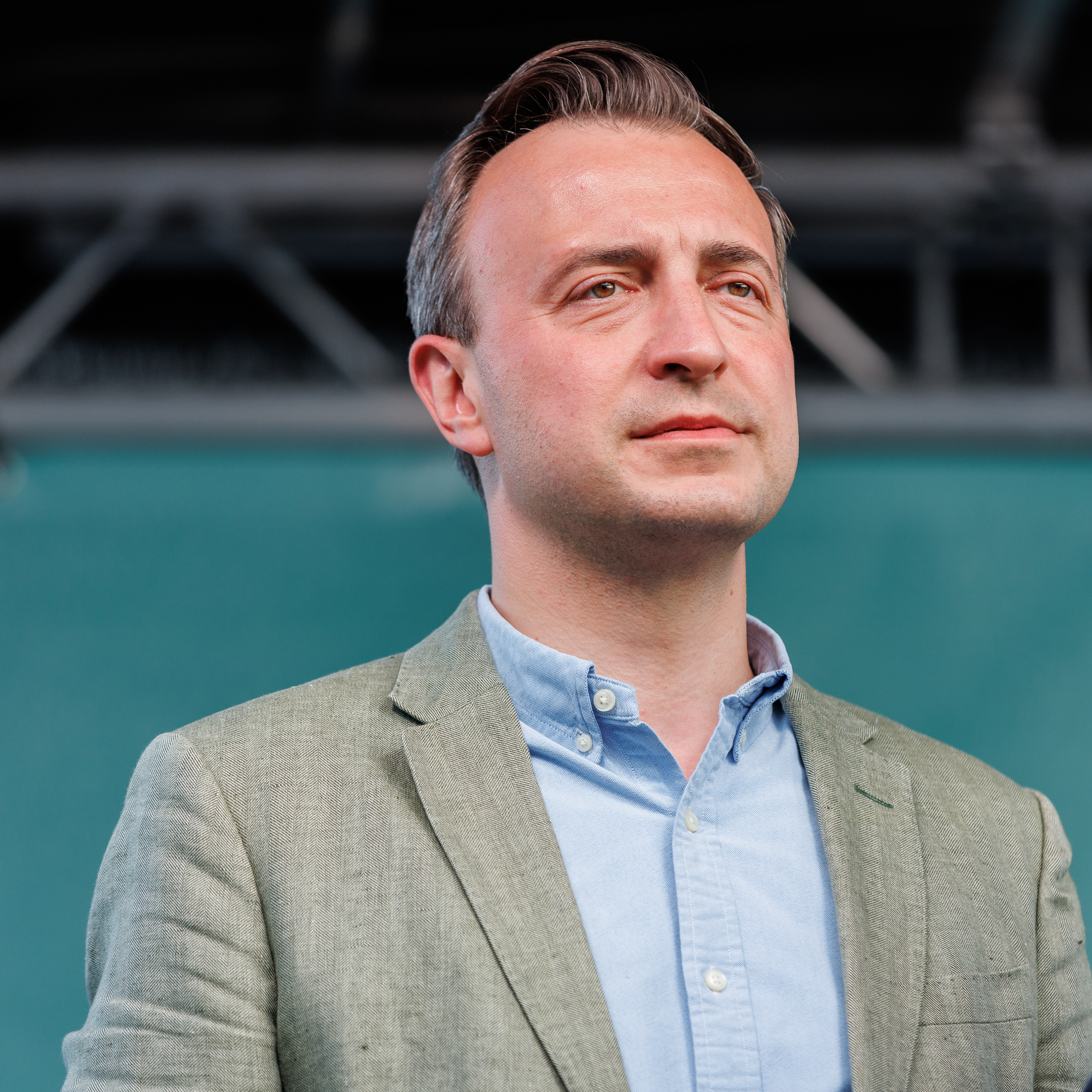
Paul Ziemiak (2024)

Paul Ziemiak ['paʊ̯l 'tsiːmjak] (* 6. September 1985 in Stettin, Polen, als Paweł Ziemiak [ˈpavɛw ˈʑɛmʲjak]) ist ein deutscher Politiker (CDU). Seit 2017 ist er Mitglied des Deutschen Bundestages. Er war von 2014 bis 2019 Bundesvorsitzender der Jungen Union und von 2018 bis 2022 Generalsekretär der CDU. Am 12. Mai 2022 wurde er Vorsitzender der Deutsch-Polnischen Parlamentariergruppe. Seit dem 7. November 2022 ist er Generalsekretär der CDU Nordrhein-Westfalen.

## Herkunft und Jugend
Ziemiak wuchs die ersten Jahre seines Lebens in der Volksrepublik Polen auf. Sein Vater wurde in der Nähe des schlesischen Kattowitz geboren, ein Großvater stammte aus dem ehemals ostpolnischen Lwiw, eine Großmutter aus Zakopane. Da ein Teil seiner Familie deutscher Herkunft ist, konnten seine Eltern mit ihm und seinem älteren Bruder 1988 als Aussiedler in die Bundesrepublik Deutschland auswandern. Dabei wurde auch sein Vorname eingedeutscht, den er später aus „praktischen Gründen“ beibehielt. Zunächst lebte die Familie im Aussiedlerlager im Unnaer Stadtteil Massen und später in Iserlohn. Die Approbationen von Ziemiaks Eltern, beide Ärzte, wurden in Deutschland zunächst nicht anerkannt.
Nach dem Abitur an der Internatsschule am Seilersee studierte Ziemiak zunächst Rechtswissenschaft an den Universitäten Osnabrück und Münster. Er bestand die Erste Juristische Staatsprüfung in zwei Anläufen nicht und blieb daher ohne Abschluss. Danach begann er ein Studium der Unternehmenskommunikation an der privaten Business and Information Technology School in Iserlohn, das er auch nicht abgeschlossen hat. Bis zu seinem Einzug in den Bundestag arbeitete Ziemiak neben seinem Studium als Werkstudent in Düsseldorf für die Wirtschaftsprüfungsgesellschaft PricewaterhouseCoopers.
Ziemiak ist Mitglied der katholischen Studentenverbindungen AV Widukind in Osnabrück und der KDStV Winfridia in Münster im CV.

## Politik

### Werdegang in der Union
Ziemiak trat 1999 in die Junge Union (JU) und 2001 auch in die CDU ein. Von 1999 bis 2001 war er der erste Vorsitzende des neugegründeten Kinder- und Jugendparlaments der Stadt Iserlohn. Von 2009 bis 2012 war Ziemiak Bezirksvorsitzender der Jungen Union Südwestfalen und von 2012 bis 2014 Landesvorsitzender der Jungen Union NRW. Seit 2017 ist er Mitglied des geschäftsführenden Landesvorstandes der CDU Nordrhein-Westfalen und Mitglied der Konrad-Adenauer-Stiftung. Von 2014 bis 2019 war er Mitglied im Rat der Stadt Iserlohn, dort bis 2017 stellvertretender Fraktionsvorsitzender.
Bundesweit bekannt wurde Paul Ziemiak als Vorsitzender der Jungen Union Deutschlands. Nach wochenlangem Wahlkampf kandidierte er im September 2014 auf dem Deutschlandtag für den Bundesvorsitz der Jungen Union gegen Benedict Pöttering und gewann mit 63 Prozent der Stimmen. Ziemiak löste damit Philipp Mißfelder ab, der nicht erneut kandidierte. Es war die erste Kampfkandidatur um dieses Amt seit 1973. Am 14. Oktober 2016 wurde Ziemiak auf dem Deutschlandtag der Jungen Union in Paderborn mit 85 Prozent der Stimmen erneut zum Bundesvorsitzenden gewählt. Im Oktober 2018 bestätigte die Junge Union Ziemiak mit 91,1 Prozent der abgegebenen Stimmen als Bundesvorsitzenden.

### Bundesversammlung und Bundestag
Im Februar 2017 war Ziemiak Mitglied der 16. Bundesversammlung zur Wahl des Bundespräsidenten, nachdem ihn der nordrhein-westfälische Landtag hierzu entsandt hatte.

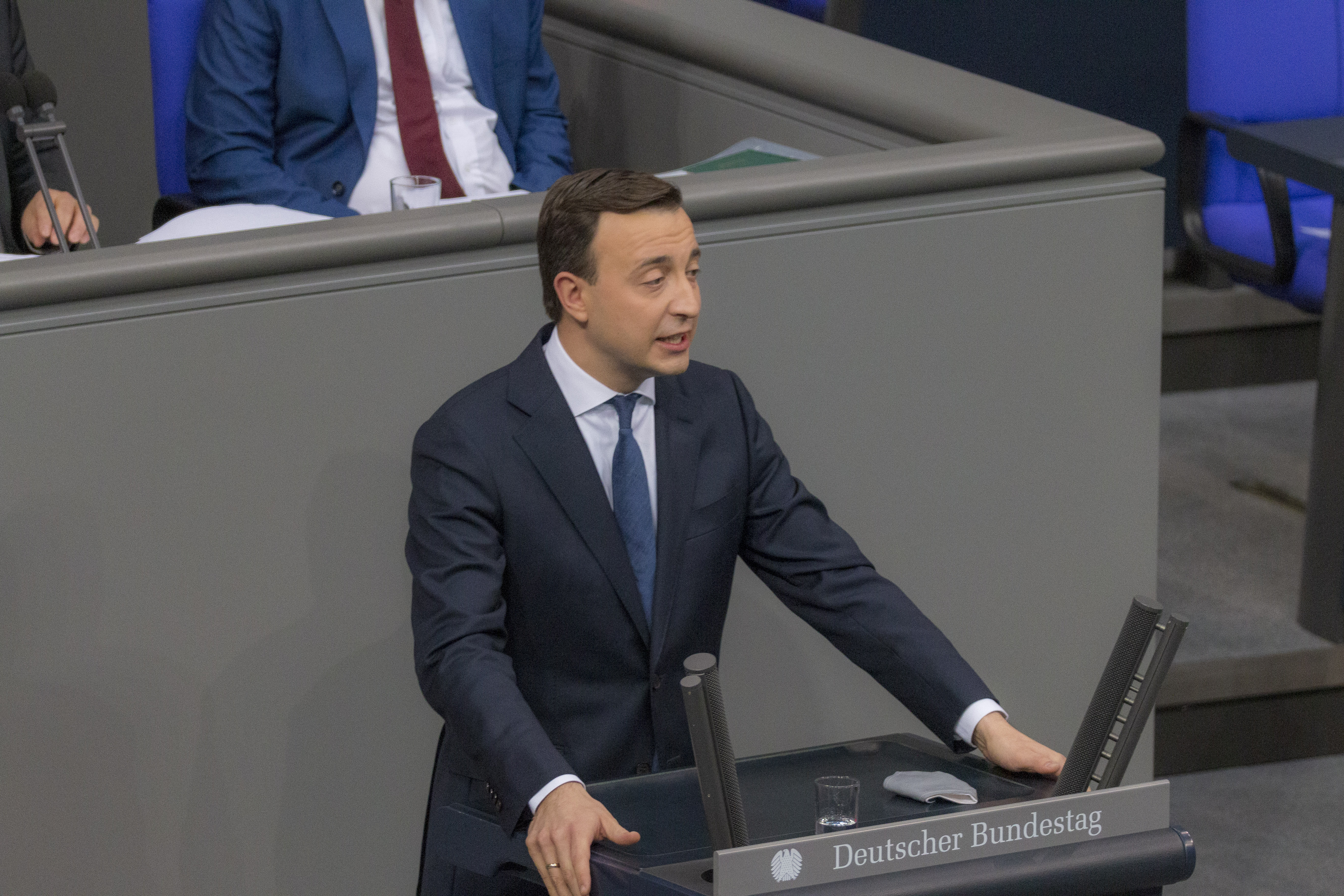
Paul Ziemiak im Deutschen Bundestag (2020)

Anfang Juli 2016 stellte ihn die Wahlkreisvertreterversammlung im Bundestagswahlkreis Herne – Bochum II mit einer Zustimmung von 97 Prozent als Kandidaten zur Bundestagswahl 2017 auf. Damit wurde er Nachfolger für die bisherige CDU-Wahlkreiskandidatin Ingrid Fischbach. Ebenso wie seine Vorgängerin gelangte Ziemiak über die Landesliste in den Bundestag, da der Wahlkreis jeweils von der SPD-Kandidatin Michelle Müntefering gewonnen wurde.
Im 19. Deutschen Bundestag war Ziemiak ordentliches Mitglied im Auswärtigen Ausschuss und dort unter anderem Berichterstatter für internationalen Terrorismus. Zudem ist er ordentliches Mitglied im Ausschuss für die Angelegenheiten der Europäischen Union.
Nachdem die bisherige Amtsinhaberin bei der der Bundestagswahl 2021 nicht mehr antrat, gewann Ziemiak das Direktmandat im Bundestagswahlkreis Märkischer Kreis II. Er war damit der einzige CDU-Direktkandidat, der 2021 einen zuvor von der SPD gehaltenen Wahlkreis gewinnen konnte. (Seinem Kollegen Mario Czaja in Berlin gelang dies außer ihm lediglich mit der Linkspartei.) Im 20. Deutschen Bundestag ist Ziemiak ordentliches Mitglied im Ausschuss für wirtschaftliche Zusammenarbeit und Entwicklung sowie stellvertretendes Mitglied im Ausschuss für Inneres und Heimat.
Bei der Bundestagswahl 2025 gewann Ziemiak seinen Wahlkreis mit 38,8 Prozent der Erststimmen. Er konnte damit sein Ergebnis gegenüber 2021 um 5,6 Prozentpunkte verbessern. Im 21. Deutschen Bundestag ist er ordentliches Mitglied im Auswärtiger Ausschuss sowie stellvertretendes Mitglied im Ausschuss für wirtschaftliche Zusammenarbeit und Entwicklung und im Innenausschuss.

### Generalsekretär der CDU
Annegret Kramp-Karrenbauer schlug Ziemiak nach ihrer Wahl zur CDU-Vorsitzenden am 8. Dezember 2018 auf dem 31. Parteitag zu ihrem Nachfolger als Generalsekretär der CDU vor. Er wurde daraufhin als einziger Kandidat mit 62,8 Prozent der Delegiertenstimmen gewählt. Er war damit das erste aktive Mitglied der Jungen Union, das direkt in diese Funktion bei der Bundespartei wechselte. Seit dem 11. Dezember 2018 ließ Ziemiak seine Aufgaben als Bundesvorsitzender ruhen. Mit der Wahl seines Nachfolgers Tilman Kuban endete seine Zeit als Bundesvorsitzender der Jungen Union im März 2019 endgültig.
Mario Czaja wurde 2022 auf dem 34. Parteitag der CDU als Nachfolger Ziemiaks gewählt. Czaja wurde von Friedrich Merz für das Amt vorgeschlagen, der auf dem Parteitag zum Vorsitzenden der Partei gewählt wurde.

### Generalsekretär der CDU Nordrhein-Westfalen
Am 7. November 2022 teilte Ministerpräsident Hendrik Wüst nach einer CDU Landesvorstandssitzung mit, dass Paul Ziemiak das Amt des Generalsekretärs der CDU NRW übernimmt. Der bisherige Generalsekretär Josef Hovenjürgen war zuvor parlamentarischer Staatssekretär im Kabinett Wüst II geworden. Ziemiak übernimmt das Amt zunächst kommissarisch, bevor ihn ein CDU-Landesparteitag offiziell wählen soll. Am 14. November 2022 wurde Ziemiak zum Bezirksvorsitzenden der CDU Südwestfalen mit 94,74 % der Stimmen des Bezirksparteitages gewählt. Er löste damit Klaus Kaiser ab, der das Amt des Bezirksvorsitzenden elf Jahre innehatte.
Der CDU-Bundesparteitag im Mai 2024 wählte Ziemiak als Beisitzer in den Bundesvorstand der Partei.

## Politische Positionen
Die politischen Schwerpunkte Ziemiaks sind unter anderem Generationengerechtigkeit, Bildung, Digitalisierung und die Energiepolitik. Ziemiak kritisierte die Einführung der Rente mit 63 durch die Große Koalition in mehreren Interviews. 2014 plädierte Ziemiak beim Jahrestreffen der Jungen Union („Deutschlandtag“) dafür, den Fokus in der Bildungspolitik stärker auf „Nicht-Akademiker“ zu legen. Er begründete dies mit der Erwägung, Deutschland müsse ein Land der Möglichkeiten für alle sein. Zudem mahnte er die Bundesregierung, mehr in Breitbandausbau und Digitalisierung zu investieren.
Mit Blick auf die seit 2014 andauernde Ukraine-Krise plädiert Ziemiak für eine stärkere europäische Koordinierung der Energiepolitik. Viel zitiert wurde ferner seine Forderung nach einem harten Durchgreifen gegen Extremisten und Islamisten in Deutschland: „Wer die Scharia mehr achtet als das Grundgesetz – da hilft kein Integrationskurs, da hilft nur Gefängnis.“
Auf dem CDU-Bundesparteitag am 9. und 10. Dezember 2014 in Köln setzte sich Ziemiak zusammen mit den CDU-Vereinigungen MIT und CDA mit der Forderung durch, „Spielräume (zu) erarbeiten … um noch in dieser Legislaturperiode Bürgerinnen und Bürger … bei der kalten Progression zu entlasten“.
Ziemiak befürwortet inzwischen die Gleichstellung homosexueller mit heterosexuellen Partnerschaften und die Adoptionsmöglichkeit durch homosexuelle Paare. Im Herbst 2012 hatte er in einer Pro- und Contra-Diskussion im JU-Mitgliedermagazin Entscheidung noch gegen die Gleichbehandlung heterosexueller und homosexueller Partnerschaften durch den Staat plädiert.

## Persönliches
Ziemiak ist römisch-katholisch, verheiratet und Vater von drei Kindern.

## Veröffentlichungen
- mit Georg Milde: Was anders bleibt. Reise durch ein herausgefordertes Land. Herder, Freiburg im Breisgau 2021, ISBN 978-3-451-38981-8.
- Leitsatz 18: Parlamentarismus. In: Christoph Klausing (Hrsg.): Die Kölner Leitsätze 1945 und heute. Eine Suche nach dem Markenkern der Christdemokratie. LIT, Münster 2018, ISBN 978-3-643-14103-3, S. 193–200.
- als Herausgeber: Die Zukunftsmacher. 40 kluge Köpfe unter 40 und wohin sie unser Land führen wollen. Econ, Berlin 2017, ISBN 978-3-430-20248-0.